# Sistema de refuerzo de sonido

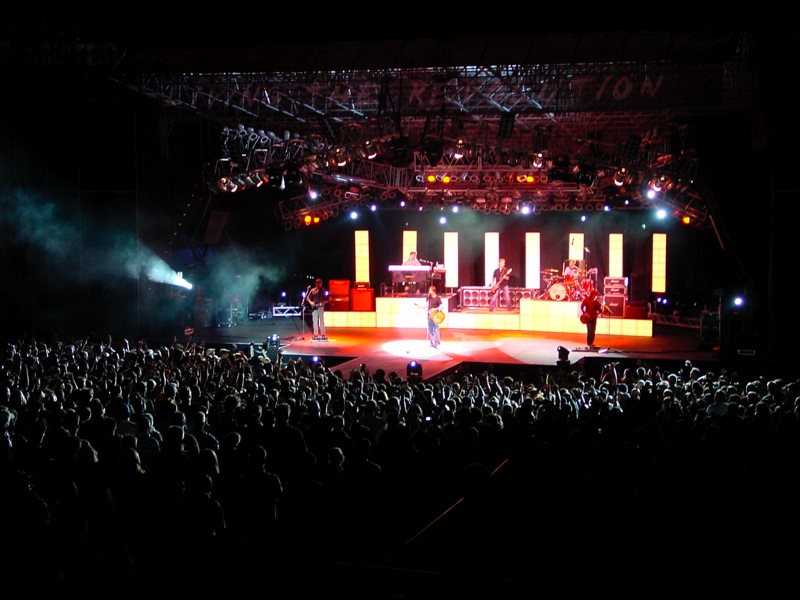
Los conciertos grandes al aire libre usan sistemas de refuerzo de sonido complejos y poderosos.

Un sistema de refuerzo de sonido consiste en la combinación de micrófonos, procesadores de señal, amplificadores y altavoces que aumentan la intensidad de sonidos pregrabados o en vivo y que también pueden distribuir esos sonidos hacia una audiencia más grande o distante. En algunos casos, un sistema de refuerzo de sonido puede ser usado también para mejorar el sonido proveniente de fuentes en el escenario, en lugar de una simple amplificación inalterada de las mismas.
Un sistema de refuerzo de sonido puede llegar a ser muy complejo, al incluir cientos de micrófonos, mezcla de audio compleja y sistemas de procesamiento de señales, miles de watts de potencia de amplificación y múltiples arreglos de altavoces, todo esto supervisado por un equipo de ingenieros de audio y técnicos.Por otro lado, un sistema de refuerzo de sonido puede ser tan simple como un pequeño sistema PA (public adress en inglés), el cual consiste de un simple micrófono conectado a un altavoz amplificado para, por ejemplo, un guitarrista-cantante tocando en una cafetería. En ambos casos, estos sistemas refuerzan el sonido para hacerlo más intenso o para distribuirlo a una audiencia mayor.
Algunos ingenieros de audio y otros en la industria del audio profesional están en desacuerdo acerca de si estos sistemas de audio deben ser llamados sistemas de refuerzo de sonido o sistemas PA. La distinción que se da entre los dos términos de acuerdo a la tecnología y la capacidad es común, mientras que otros distinguen el uso intencionado ya que, por ejemplo, los sistemas de refuerzo (SR) están hechos para soporte de eventos en vivo y los sistemas PA para la reproducción de discursos y música grabada en edificios e instituciones. En algunas regiones o mercados, la distinción entre los dos términos es importante, si bien los términos son considerados intercambiables en muchos círculos profesionales.

## Concepto básico

Sistema de refuerzo de sonido básico.

Un sistema de refuerzo de sonido típico consiste en: transductores de entrada (pueden ser micrófonos), los cuales convierten la energía sonora en una señal eléctrica; procesadores de señal, los cuales alteran las características de la señal (ecualizadores, compresores, etc.); amplificadores, los cuales potencian la señal sin cambiar su contenido; y por último, transductores de salida (altavoces), los cuales convierten de nuevo la señal en energía sonora. Estas partes primarias incluyen cantidades variadas de componentes individuales para lograr el objetivo deseado de reforzar y clarificar el sonido a la audiencia, ejecutantes y otros individuos.

### Ruta de la señal
El refuerzo de sonido en un sistema de formato grande involucra, por lo general, una señal que comienza con la pastilla de un instrumento o un micrófono (transductor), el cual es conectado a un cable multifilar (también llamado "snake"). El snake envía las señales de todas las entradas a dos mesas de mezcla: una en la "sala" (FOH por su siglas en inglés) para mezcla principal, y una mezcla de monitores en una mesa junto al escenario. Una vez que la señal se encuentra en un canal en la consola, esta puede ser ecualizada, comprimida, o paneada antes de ser enviada a un bus de salida. La señal también puede ser enviada hacia un procesador de efectos externo, el cual produce una versión "húmeda" (con efectos) de la señal, la cual a su vez es mezclada en cantidades variadas con la señal "seca" (sin efectos).
La señal es enviada después a un bus, también conocido como "grupo de mezcla", "subgrupo" o simplemente "grupo". Un grupo de señales puede ser enviado a través de un bus adicional antes de ser enviado al bus principal para permitirle al ingeniero controlar los niveles de varias señales relacionadas al mismo tiempo. Por ejemplo, los distintos micrófonos para un conjunto de batería pueden ser enviados a su propio bus para que el volumen del sonido del conjunto entero pueda ser controlado con un solo fader o un par de ellos. A veces, un bus puede ser procesado tal como un canal individual de entrada, permitiendo al ingeniero procesar un grupo completo de señales en una sola exhibición. Después, la señal es comúnmente encaminada con todo lo demás al canal maestro en la consola.Las mesas de mezcla tienen envíos adicionales, también llamados auxiliares o envíos auxiliares, en cada canal de entrada, de modo que una mezcla diferente pueda ser creada y enviada a cualquier otro lugar. Una función de los envíos auxiliares es crear una mezcla de las señales vocales e instrumentales para el monitoreo (la cual escuchan los cantantes o músicos en el escenario en sus altavoces de monitoreo o en sus monitores de oído).
El siguiente paso en la ruta de la señal generalmente depende del tamaño del sistema en el recinto o lugar. En sistemas más pequeños, las salidas principales, por lo general, son enviadas a un ecualizador adicional o directamente a un amplificador de potencia, con uno o más altavoces (normalmente dos) conectados después a ese amplificador. En sistemas de formato grande, la señal es típicamente enviada primero a un ecualizador y después a un filtro de cruce. Un filtro de cruce divide la señal en múltiples bandas de frecuencia y envía cada una a amplificadores separados y altavoces adjuntos para la reproducción de frecuencias bajas, medias y altas. Las frecuencias bajas son enviadas a amplificadores y después a subwoofers, mientras que los sonidos en frecuencias medias y altas son comúnmente enviados a amplificadores que alimentan altavoces con rango completo.

## Componentes del sistema

### Transductores de entrada
Muchos tipos de transductores pueden ser encontrados en un sistema de refuerzo de sonido, siendo los micrófonos los más usados como dispositivos de entrada. Estos pueden ser clasificados de acuerdo con su método de transducción, su patrón polar o su aplicación funcional. La mayoría de los micrófonos usados en el refuerzo sonoro son los micrófonos dinámicos y de condensador.
Los micrófonos usados para refuerzo sonoro por lo general se encuentran posicionados y montados de distintas maneras, incluyendo soportes verticales con peso en la base, soportes de podio, sujetadores, soportes para instrumentos, y conjuntos con auriculares. Los micrófonos montados en auriculares y sujetadores son usualmente utilizados por medio de transmisión inalámbrica para permitir a los ejecutantes o altavoces moverse libremente. Los primeros usuarios de la tecnología de micrófonos montados en auriculares incluyen al cantante de country Garth Brooks, a Kate Bush y a Madonna.
Existen muchos otros tipos de transductores de entrada, los cuales pueden ser usados ocasionalmente, incluyendo piezoeléctricos magnéticos utilizados en guitarras eléctricas y bajos eléctricos, micrófonos de cerámica para instrumentos de cuerda y pastillas para fonógrafo y piano (cartuchos) usados en tocadiscos. La tecnología inalámbrica se ha vuelto popular en el refuerzo sonoro, comúnmente usada para guitarras eléctricas, bajo eléctrico y micrófonos de mano. Esto le permite a los ejecutantes moverse por todo el escenario durante el show o incluso introducirse en la audiencia sin la preocupación de tropezarse o desconectar el cable.

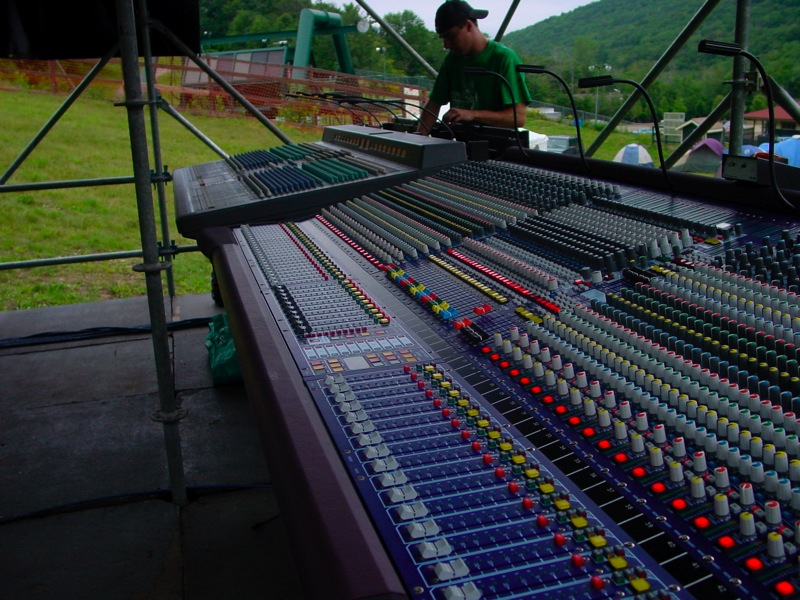
Una mesa de mezcla Yamaha PM4000 y una Midas Heritage 3000 en la posición de sala en un concierto al aire libre.

### Mesas de mezcla
Las mesas de mezcla son la base de un sistema de refuerzo de sonido. Este es el lugar en el cual el operador puede mezclar, ecualizar y agregar efectos a señales provenientes de fuentes de sonido. Las consolas múltiples pueden ser usadas para diferentes aplicaciones en un sistema de refuerzo sencillo. La consola de sala (FOH) puede ser colocada donde el operador pueda ver la acción en escena y escuchar la salida del sistema de altavoces. Algunos recintos con sistemas instalados de manera permanente, tales como instalaciones religiosas y teatros colocan la mesa de mezcla dentro de un pabellón cerrado, aunque este acercamiento es más común para aplicaciones de grabación y radiodifusión. Esto es menos común en la reproducción de sonido en vivo, ya que el ingeniero obtiene mejores resultados cuando puede escuchar lo que la audiencia escucha.
Producciones musicales más grandes frecuentemente usan una mesa de mezcla para monitores de escenario por separado, la cual está dedicada a crear mezclas en escenario o en los oídos para los ejecutantes. Estas consolas son colocadas, por lo general, a un costado del escenario, a fin de que el operador se pueda comunicar con los intérpretes. En casos en los cuales los ejecutantes tengan que tocar en un recinto que no tiene un ingeniero de monitoreo cerca del escenario, la mezcla para monitores es hecha por el ingeniero de la consola en el FOH, la cual está localizada entre la audiencia o en la parte trasera de la sala de conciertos. Este arreglo puede ser problemático porque los ejecutantes terminan pidiendo cambios en la mezcla de los monitores por medio de "señales de mano y frases codificadas". El ingeniero tampoco puede escuchar los cambios que está aplicando a los monitores en el escenario, los cuales casi siempre resultan en la reducción de la calidad de la mezcla.

### Procesadores de señal
Los sistemas PA pequeños para lugares tales como bares y clubes ahora cuentan con características que alguna vez estuvieron solo disponibles para equipo profesional, tales como efectos de reverberación, ecualizadores gráficos y, en algunos modelos, circuitos de prevención de retroalimentación con sensores electrónicos que evitan los "chillidos" antes de que se conviertan en un problema para el evento. Las unidades de efectos digitales pueden ofrecer múltiples efectos predeterminados, tales como reverb variable y eco. Los sistemas digitales de manejo de altavoces ofrecen a los ingenieros de sonido delay digital, limitación, funciones de cruce, filtros y ecualizadores, compresión y otras funciones en una unidad sencilla para ser montada en un "rack". En décadas previas, los ingenieros de sonido comúnmente tenían que transportar un número sustancial de dispositivos periféricos analógicos montados en un rack para completar estas tareas.

#### Ecualizadores

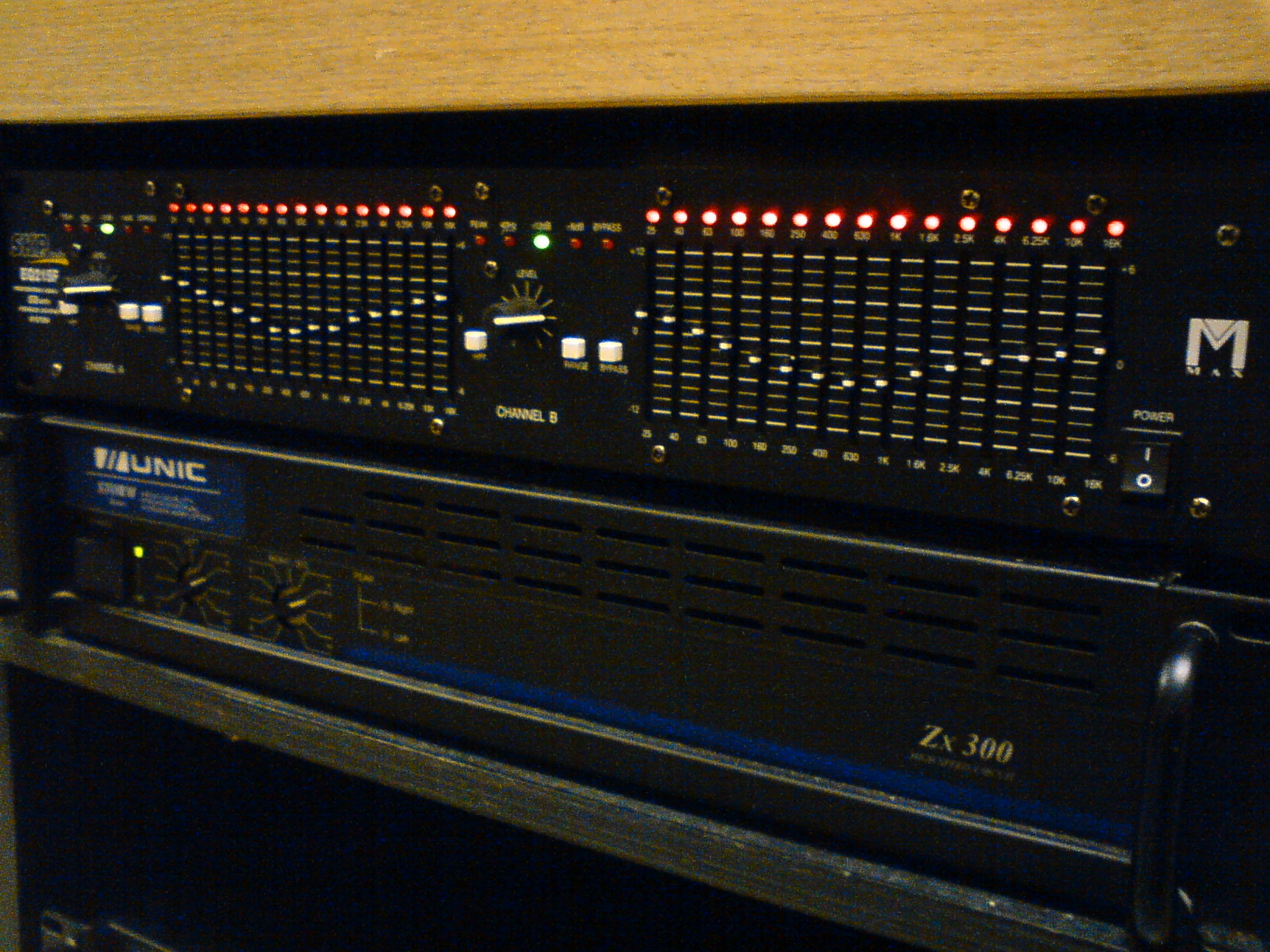
Ecualizador gráfico

Los ecualizadores existen en los sistemas de refuerzo de sonido en dos formas: gráfica y paramétrica. Un filtro paso alto o uno paso bajo pueden estar incluidos. Los ecualizadores paramétricos están a menudo incluidos en cada canal en la mesa de mezclas, aunque también se pueden encontrar por separado en unidades separadas. Estos se hicieron populares por primera vez en los años 70 y han permanecido como los ecualizadores por elección de muchos ingenieros desde entonces.
Los ecualizadores gráficos contienen faders (controles por deslizamiento), los cuales al ser colocados juntos se parecen a una curva de respuesta de frecuencia trazada en una gráfica. Los sistemas de refuerzo de sonido por lo general usan ecualizadores gráficos con puntos de control de frecuencia central en tercios de octava. Estos son típicamente usados para ecualizar señales de audio que se dirigen hacia el sistema principal de altavoces o a los monitores en el escenario.
Los filtros paso bajo (corte de bajos) y paso alto (corte de altos) restringen el ancho de banda de un cierto canal. Al cortar la energía de frecuencias muy bajas (cuyo término es infrasónico o subsónico, siendo este último no muy apropiado) se reduce el desperdicio de potencia de amplificación que no produce vibración audible y que también puede ser dañina para los altavoces. Un filtro paso bajo para reducir la energía ultrasónica es útil al prevenir interferencia de frecuencias de radio, control de iluminación o de circuitos digitales cercanos a los amplificadores. Tales filtros vienen por lo general incluidos junto con los ecualizadores gráficos y paramétricos, lo cual proporciona un control completo del rango de frecuencias audible. Si la respuesta de estos es suficientemente inclinada, los filtros paso alto y paso bajo funcionan como filtros de corte extremo.. Un supresor de retroalimentación es un filtro de rechazo de banda automáticamente ajustado, también conocido como filtro notch, el cual incluye un microprocesador que detecta el comienzo de la retroalimentación y controla al filtro para que este pueda suprimirla por medio de la disminución de ganancia junto en la frecuencia transgresora.

#### Compresores

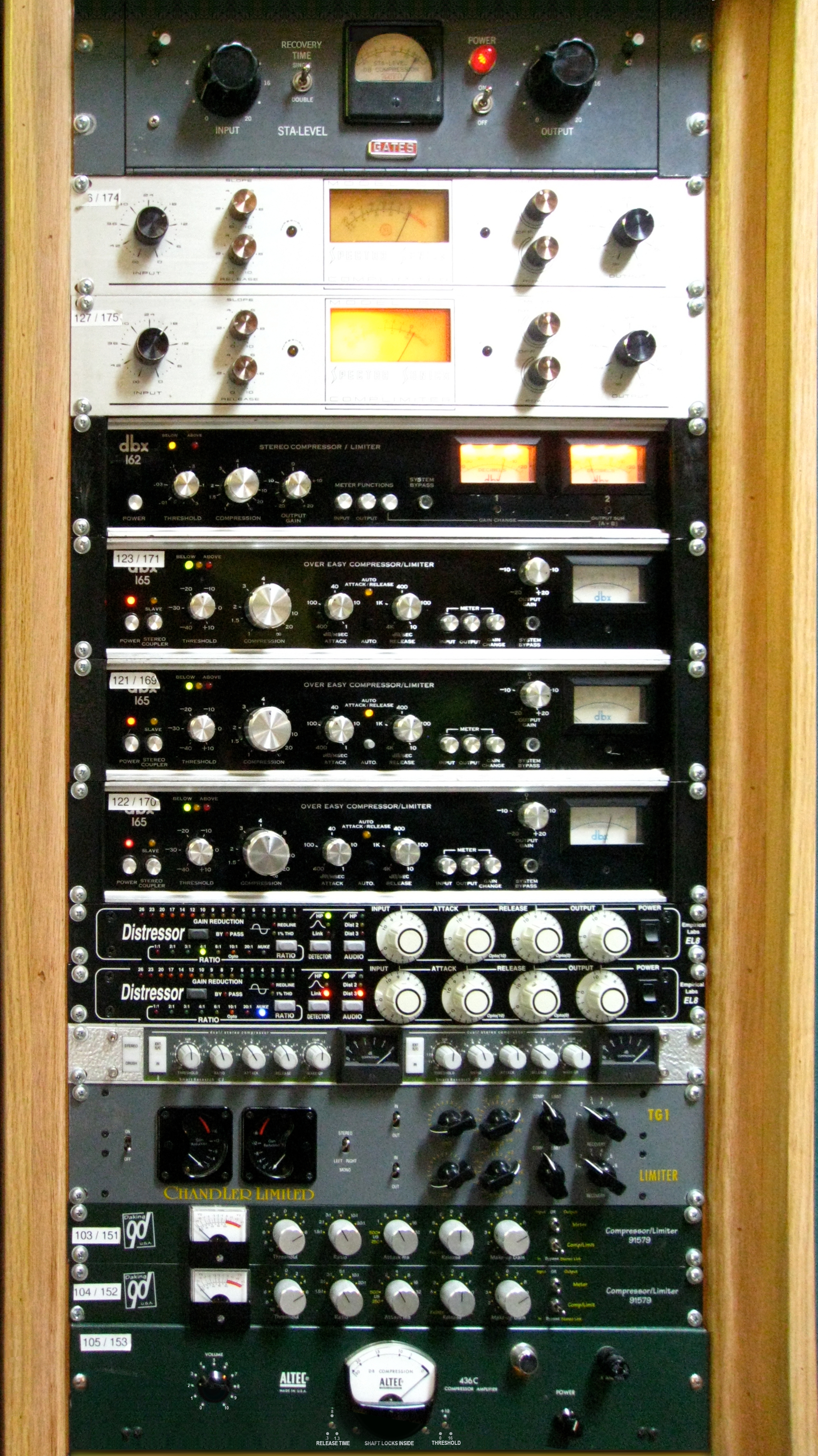
Rack de compresores

Los compresores están diseñados para manipular el rango dinámico de una señal de audio. Un compresor logra lo anterior por medio de una reducción de la ganancia de una señal que supera un nivel de intensidad definido (umbral) por cierta cantidad definida (proporción). Sin la reducción de ganancia, una señal que alcanza, por ejemplo, un 10% más de nivel en la entrada, producirá un aumento del 10% también en la salida. Por medio de la reducción, una señal que excede un cierto nivel de entrada en esta proporción será más intensa, por ejemplo, en solo un 3% en la salida. La mayoría de los compresores disponibles son diseñados para permitirle al operador seleccionar una proporción dentro de un rango, normalmente entre 1:1 y 20:1, mientras que algunos incluso permiten configuraciones de hasta ∞:1. A un compresor con una proporción infinita se le conoce típicamente como un limitador. La velocidad a la cual el compresor ajusta la ganancia de la señal (llamada "ataque") por lo general se puede ajustar, lo cual sucede también con la salida final del dispositivo (ganancia).
Las aplicaciones del compresor varían ampliamente, desde estándares objetivos de diseño de sistemas hasta aplicaciones subjetivas determinadas por irregularidades en los materiales del show y preferencias de acuerdo al ingeniero. Algunos criterios del diseño de sistemas especifican el uso de limitadores para protección de componentes y el control de la estructura de ganancia. La manipulación de la señal artística es una técnica subjetiva extensamente utilizada por ingenieros de mezcla para mejorar la claridad o alterar creativamente la señal en relación con el material del programa. Un ejemplo artístico de la compresión es la compresión seria que se usa comúnmente en varios componentes de un conjunto moderno de batería de rock. La batería es procesada para ser percibida como más contundente y completa.

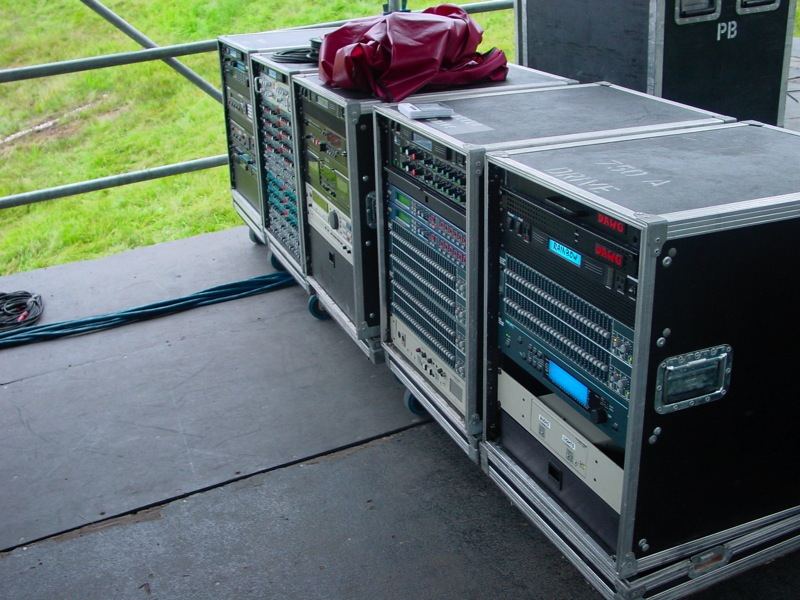
Racks de procesamiento en la sala (FOH) en un concierto al aire libre.

#### Puertas de ruido
Una compuerta de ruido funciona estableciendo un umbral en el cual si la señal es menor a este aquella no dejará pasar la señal y, si esta es más fuerte, el mecanismo permitirá la apertura de la compuerta. La función de una compuerta de ruido es, en cierto sentido, la opuesta a la del compresor. Las compuertas de ruido son útiles para micrófonos que captan ruido que no es relevante para el material del programa, tal como el zumbido de un amplificador eléctrico microfoneado o el crujido de papeles en el podio del ministro.
Las compuertas son también usadas para procesar los micrófonos colocados junto a las piezas de batería de un conjunto en muchas bandas de rock y metal. Sin una compuerta de ruido, el micrófono de un instrumento específico tal como el tom de piso también captará señal de alguna otra percusión o platillo. Por medio de una compuerta de ruido, el umbral de sensibilidad para cada micrófono en el conjunto puede ser ajustado de manera que solamente el ataque directo y el declive del instrumento intencionado sean escuchados, no los sonidos cercanos.

#### Efectos
Los efectos de reverberación y de delay son muy usados en los sistemas de refuerzo de sonido para realzar la mezcla relativamente en el impacto artístico deseado del material del show. Los efectos de modulación tales como el flanger, el phaser o el chorus son también aplicados a algunos instrumentos. Un exciter anima el sonido de una señal de audio al aplicar ecualización dinámica, manipulación de la fase y síntesis armónica de señales de alta frecuencia por lo general.
El tipo, variación y nivel apropiados de los efectos es bastante subjetivo y es a menudo determinado de manera colectiva por el ingeniero de producción, el artista o el director musical. La reverberación, por ejemplo, puede hacer que la señal parezca presente en algún lugar, desde un cuarto pequeño hasta un estadio masivo, o incluso uno que no existe en el mundo físico. El uso del reverb casi siempre pasa desapercibido por la audiencia, dado que este suena habitualmente más natural que si la señal estuviera "seca". El uso de los efectos en la reproducción de la música moderna es a menudo un intento de imitar el sonido de la versión de estudio de la música del artista.

#### Supresor de retroalimentación
Un supresor de retroalimentación detecta retroailmentación acústica y la elimina normalmente por medio de la inserción de un filtro notch en la ruta de la señal del sistema, el cual previene la ocurrencia los "chillidos".

### Amplificadores de potencia

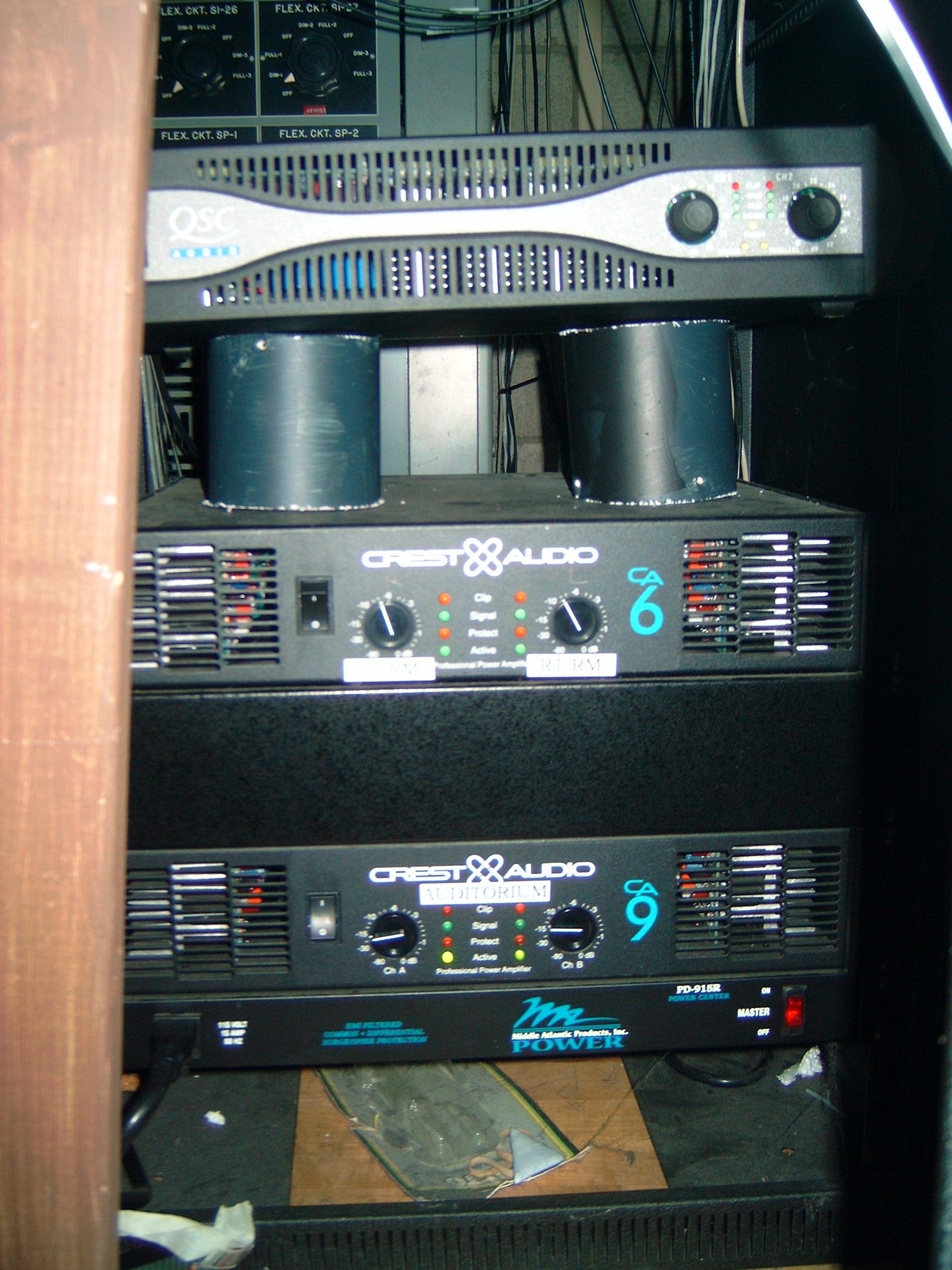
Tres amplificadores de audio

Los amplificadores de potencia incrementan el nivel de una señal de voltaje mínimo y proveen potencia eléctrica para habilitar el uso de altavoces. Todos los altavoces requieren de potencia de amplificación de una señal con amplitud baja, incluyendo a los auriculares. La mayoría de los amplificadores profesionales también proveen protección de señales saturadas, cortos circuitos a través de la salida y temperatura excesiva. Un limitador es usado con frecuencia para proteger a los altavoces de ser sobrecargados.
Así como en la mayoría del equipo de refuerzo de sonido, los amplificadores profesionales están diseñados para ser montados en racks estándar de 19 pulgadas. Muchos amplificadores de potencia contienen ventiladores internos para extraer aire a través de sus disipadores de calor. Dado que estos pueden generar una cantidad significativa de calor, la disipación de calor es un factor importante que los operadores consideran cuando están montando amplificadores en racks. Los altavoces activos se caracterizan por contener amplificadores montados internamente, los cuales han sido seleccionados por el fabricante para ser el más adecuado para el parlante dado.
En los años 70 y 80, la mayoría de los amplificadores eran pesados, del tipo AB. A finales de los años 90 estos se hicieron más ligeros, más pequeños, más poderosos y más eficientes, debido al uso creciente de fuentes de poder conmutadas y amplificadores tipo D, los cuales ofrecen ahorro de peso y espacio significativos, junto con una eficiencia mayor. Cuando se llevan a cabo instalaciones en estaciones de ferrocarril, estadios y aeropuertos, su alta eficiencia les permite funcionar con enfriamiento adicional mínimo y mayor densidad de módulos en el rack comparado con amplificadores anteriores.
Los sistemas de manejo digital de altavoces (DLMS en inglés) que combinan funciones de cruce, compresión, limitación y otras características en una unidad simple se han vuelto populares desde su introducción. Estos son usados para procesar la mezcla desde la mesa de mezcla y enviarla a varios amplificadores activos. Los sistemas pueden incluir muchos altavoces, cada uno con su propia salida optimizada por un rango específico de frecuencias (bajas, medias y altas). La amplificación doble, triple o cuádruple en un sistema de refuerzo de sonido con la ayuda de un DLMS resulta en un uso más eficiente de la potencia de amplificación por medio del envío de las frecuencias apropiadas a su altavoz respectivo. La mayoría de las unidades DLMS que son diseñadas para uso no profesional tienen calibración y funciones de prueba tales como un generador de ruido rosa acoplado con un analizador en tiempo real para poder llevar a cabo una ecualización automatizada del recinto.
La cantidad de potencia amplificada usada en una instalación para interpretación musical depende de un cierto número de factores, tales como el Nivel de Presión Sonora deseado, si el lugar es en un recinto cerrado o al aire libre y la presencia de ruido ambiental conflictivo. La siguiente lista proporciona una "regla de oro" aproximada para la cantidad de potencia de amplificación utilizada en diferentes instalaciones:
- "Sistema vocal" pequeño- Alrededor de 500 watts
- "Sistema vocal" grande - Alrededor de 1,000 watts
- "Sistema para local" pequeño - Alrededor de 9,000 watts
- "Sistema para local" grande - Alrededor de 18,000 watts
- "Sistema para estadio" pequeño - Alrededor de 28,000 watts[29]

### Transductores de salida

#### Altavoces principales

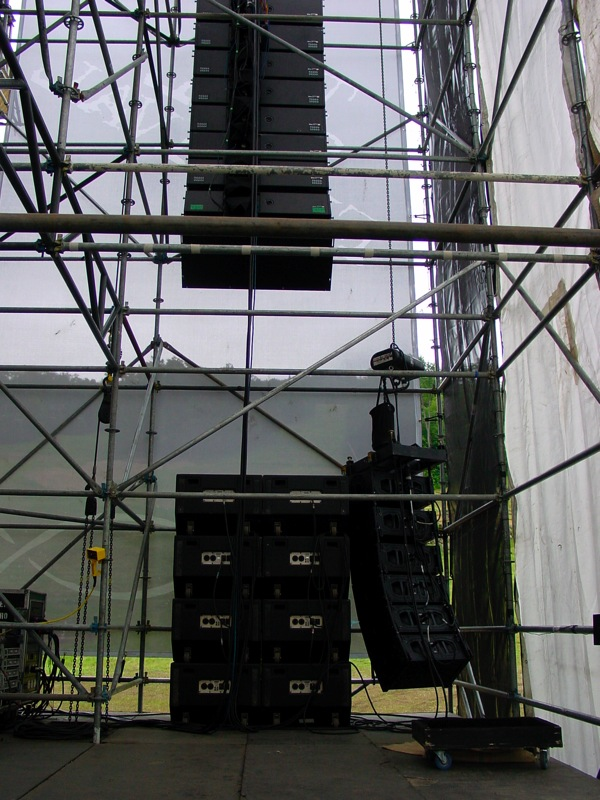
Un line array grande con subwoofers separados y otro line array más pequeño de refuerzo a un costado.

Un altavoz simple y económico para sistema PA puede contener un controlador de altavoz con rango completo, incrustado en un contenedor adecuado. Altavoces para refuerzo sonoro calibrados de manera profesional pueden incorporar controladores separados para producir sonidos en frecuencias bajas, medias y altas. Una red de filtros de cruce envía las diferentes frecuencias a los controladores apropiados. En los años 60, los altavoces de cuerno encontrados en los teatros y sistemas PA eran casi siempre "columnas de controladores múltiples montados en una línea vertical dentro de un contenedor alto. Los años 70 y principios de los 80's fue un periodo de innovación en el diseño de los altavoces gracias a las múltiples compañías de refuerzo sonoro que diseñaron sus propios altavoces. Los diseños básicos fueron basados en otros ya conocidos y los componentes de los altavoces se obtuvieron de otros ya comerciales.
Las áreas de innovación estuvieron en el diseño de las vitrinas, la durabilidad, la facilidad de empaque y transporte y la sencillez de su configuración. Este periodo también vio la introducción del colgado o "vuelo" de los altavoces principales en los conciertos grandes. Durante los 80's, los fabricantes de grandes altavoces comenzaron a producir equipos estándar usando las innovaciones de los años 70. Estas fueron en su mayoría sistemas de dos vías con woofers de 12, 15 o 30 pulgadas y un controlador de frecuencias altas adjunto a una bocina con este rango. Los años 80 también presenciaron el inicio de las compañías enfocadas en el mercado del refuerzo sonoro. Los años 90 fueron testigos de la introducción de los "Line array", en los cuales arreglos verticales largos de altavoces con una pequeña vitrina eran usados para incrementar la eficiencia y proveer dispersión y respuesta de frecuencia uniforme. Este periodo también estuvo marcado por la introducción de contenedores de altavoces de plástico moldeado económico montados en trípodes. Muchos de estos se caracterizan por sus amplificadores de potencia incorporados, los cuales los hicieron prácticos para uso no profesional en cuanto a instalación y operación exitosa. La calidad del sonido disponible en estos simples "altavoces alimentados" varía extensamente dependiendo de la implementación.
Muchos sistemas de altavoces para refuerzo sonoro incorporan circuitos de protección, los cuales previenen daño por exceso de potencia o error de operación. Los resistores de coeficiente de temperatura positivos, bulbos de luz especializados en limitación de corriente e interruptores eran usados solos o en combinación para reducir fallos. Durante el mismo periodo, la industria del refuerzo de sonido profesional hizo que los conectores Speakon NL4 y NL8 de la marca Neutrik se convirtieran en los conectores estándar de entrada, reemplazando a los jacks (conector hembra)de una pulgada, conectores XLR y a los conectores de múltiples clavijas de la empresa Cannon, los cuales están limitados a un máximo de 15 amperes de corriente. Los conectores XLR son aún el estándar en conectores de entrada en vitrinas de altavoces activos.
Los tres diferentes tipos de transductores son los subwoofers, los controladores de compresión y los tweeters. Todos ellos se caracterizan por la combinación de una bobina de voz, un imán, un cono o diafragma y una coraza o estructura. Los altavoces tienen una clasificación de potencia (en watts), la cual indica su máxima capacidad de poder, para ayudar a los usuarios a evitar alimentarlos con mayor potencia de la necesaria para su correcto funcionamiento. Gracias a los esfuerzos de la Audio Engineering Society (AES) y al grupo perteneciente a la industria de los altavoces, ALMA, las especificaciones del manejo de la potencia se volvieron más confiables, si bien la adopción de la norma EIA-426-B se encuentra todavía lejos de la universalidad. Alrededor de a mitad de los 90's, los contenedores en forma trapezoidal se volvieron populares, puesto que esta forma permitió a muchos de ellos ser fácilmente acomodados en conjunto.
Un cierto número de compañías están elaborando ahora sistemas de altavoces ligeros y portátiles para recintos pequeños que envían parte de las frecuencias bajas en la música (bajo eléctrico, bombo, etc.) a un subwoofer alimentado. El envío de la energía de las frecuencias bajas a un amplificador separado puede mejorar sustancialmente la respuesta baja del sistema. Además, la claridad puede ser mejorada, porque los sonidos en frecuencias bajas consumen una gran parte de la potencia de amplificación; Con solo un amplificador sencillo para el espectro audible, los ávidos sonidos en frecuencias bajas pueden consumir una cantidad desproporcionada de la potencia de sistema de refuerzo.
Los sistemas profesionales de altavoces para refuerzo de sonido continuamente incluyen hardware dedicado a "volar" sobre el área del escenario, a fin de proveer más cobertura uniforme y maximizar la visibilidad dentro de los recintos de eventos musicales.
El número de contenedores de altavoces usados en una interpretación varía en cantidad considerable, aunque la siguiente lista proporciona una idea aproximada de cuantos son usados en un recinto típico:
- "Sistema vocal" pequeño- Dos altavoces de rango completo montados en trípodes.
- "Sistema vocal" grande -Cuatro altavoces de rango completo para una cobertura espacial amplia.
- "Sistema para local" pequeño - Dos subwoofers y dos altavoces de frecuencias medias y altas.
- "Sistema para local" grande - Cuatro subwoofers y cuatro altavoces de frecuencias medias y altas.
- "Sistema para estadio" pequeño - Cuatro subwoofers, cuatro altavoces de frecuencias medias bajas y cuatro de frecuencias medias altas.[29]

#### Monitores

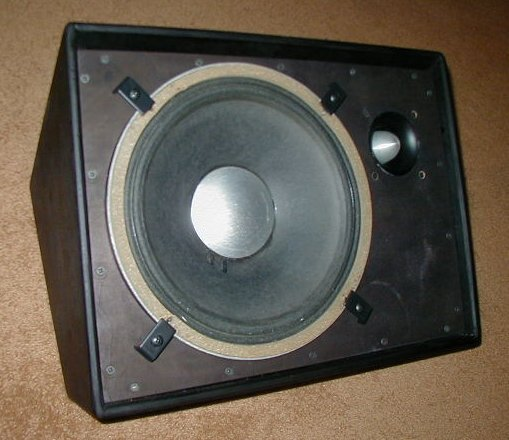
Un monitor JBL con un woofer de 12 pulgadas y un tweeter en forma de "bala".

Los monitores, también llamados altavoces de escenario, son altavoces que se utilizan sobre el escenario para ayudar a los intérpretes a escuchar su canto o ejecución. Como tales, los monitores se dirigen hacia un ejecutante o a una sección del escenario. Por lo general se les envía una mezcla distinta de voces o instrumentos a la que se envía al sistema de altavoces principales. Los monitores son a menudo cuneiformes, dirigiendo su salida de manera ascendente hacia el intérprete cuando se colocan en el suelo del escenario. Los diseños con controladores duales en dos vías con un cono parlante y una bocina son comunes, ya que los monitores necesitan ser más pequeños para ahorrar espacio en el escenario. Estos altavoces requieren por lo general menos potencia y volumen que el sistema principal de altavoces, puesto que solo proveen sonido para unas cuantas personas que se encuentran en relativamente cerca de los mismos. Algunos fabricantes han diseñado altavoces para uso como componentes de un pequeño sistema PA o como monitores. En la década pasada, un cierto número de estos produjo altavoces de escenario alimentados, los cuales contienen un amplificador integrado.
El uso de los altavoces de escenario en vez de monitores de oído resulta normalmente en un incremento del volumen en el escenario, lo cual puede llevar a más problemas de retroalimentación acústica y daño en la audición de los ejecutantes que se encuentran frente a ellos. La claridad de la mezcla para el intérprete en el escenario tampoco es la óptima debido a que se escuchan ruidos ajenos de los alrededores. El uso del monitor, activo (con un amplificador integrado) o pasivo, requiere mayor cableado y equipo en el escenario, lo cual resulta en una plataforma aún más desordenada. Estos factores, junto con otros, han llevado al incremento en la popularidad de los monitores de oído.

#### Monitores de oído

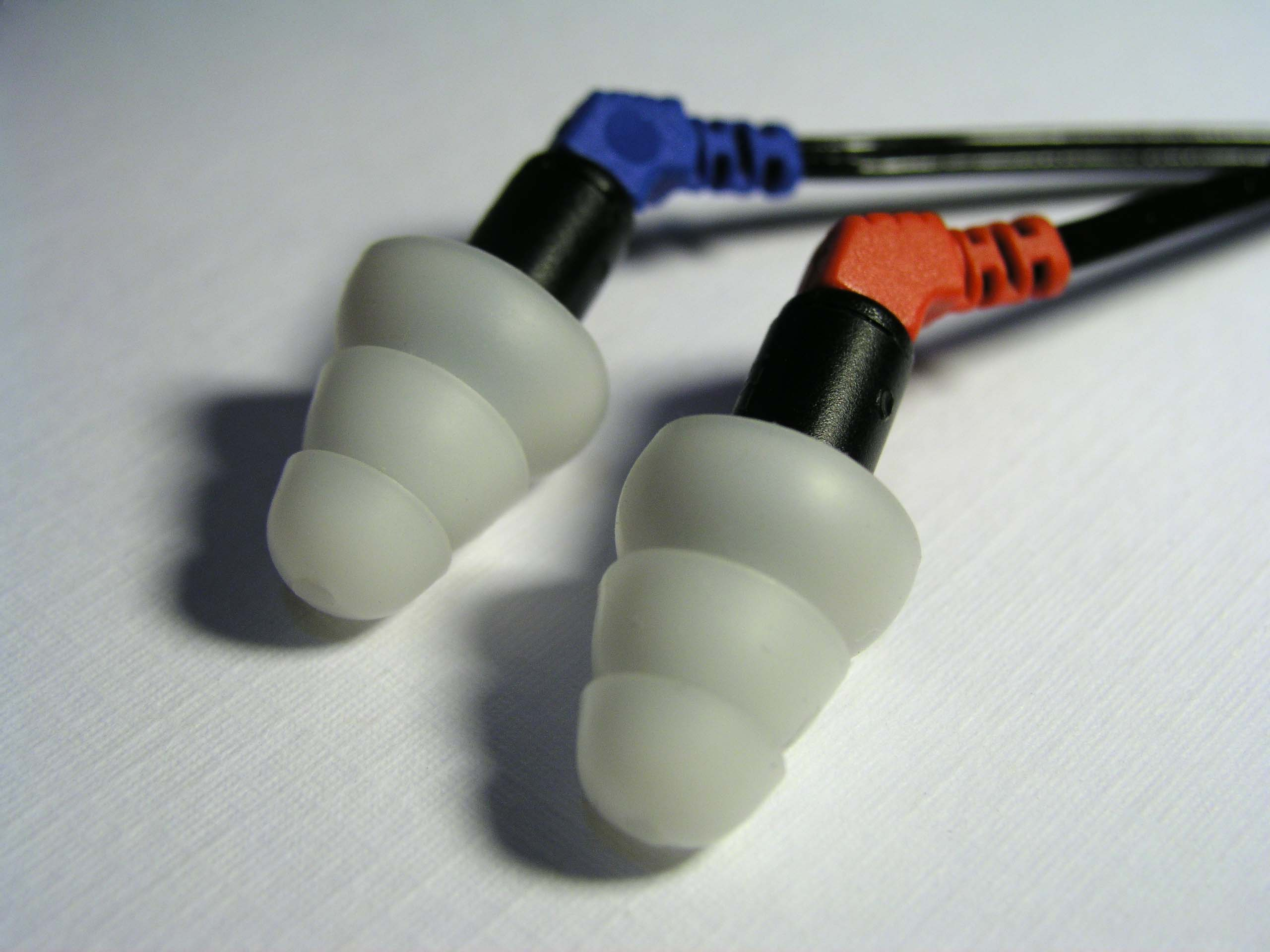
Un par de monitores de oído de encaje universal. Este modelo particular corresponde al Etymotic ER-4S.

Los monitores de oído son auriculares que han sido diseñados para uso como monitores por un intérprete en vivo. Estos pueden ser de diseño universal o a la medida del usuario. Los monitores con diseño universal poseen puntas de goma o espuma que pueden ser insertadas en el oído de prácticamente cualquier persona. Los diseños a la medida del usuario son creados a partir del molde del oído del cliente, el cual es hecho por un audiólogo. Los monitores de oído son casi siempre usados en conjunto con un sistema de transmisión inalámbrica, permitiéndole al ejecutante moverse libremente alrededor del escenario mientras su mezcla para monitoreo se mantiene.
Los monitores de oído ofrecen un aislamiento considerable para el intérprete que los usa, lo cual significa que el ingeniero de monitores puede elaborar una mezcla mucho más clara y precisa para el mismo. Por medio de los monitores de oído, se le puede enviar a cada ejecutante su propia mezcla individual; si bien este era también el caso con los monitores de escenario, los monitores de oído de un intérprete no pueden ser escuchados por otros músicos. Una desventaja de este aislamiento es que el ejecutante no pueda oír al público o a otros en el escenarios que no tienen micrófonos (por ejemplo, un bajista). Esto ha sido solucionado en producciones grandes por medio de la instalación de dos micrófonos dirigidos a la audiencia en cada lado del escenario que son mezclados en los envíos a los monitores de oído.
Desde su introducción a mediados de los 80's, los monitores de oído han crecido para ser la opción de monitoreo más popular para grandes conciertos de giras. La reducción o eliminación de los altavoces que no son amplificadores de instrumentos en el escenario ha permitido un ambiente más claro y menos problemas relacionados con la mezcla, tanto para los ingenieros de sala como para los de monitoreo. La retroalimentación es más fácil de manejar y existe menor cantidad de reflexiones acústicas provenientes de los muros traseros del escenario que se dirigen hacia la audiencia, lo cual afecta la claridad de la mezcla que el ingeniero de sala intenta crear.

## Aplicaciones
Los sistemas de refuerzo de sonido son usados en un rango extenso de diferentes configuraciones y lugares, cada uno de los cuales enfrenta diferentes retos.

### Sistemas para alquiler
Los sistemas audiovisuales para alquiler tienen que ser capaces de soportar uso rudo e incluso abuso por parte de los arrendatarios. Por tal motivo, las empresas de alquiler tienden a tener en posesión altavoces que están fuertemente envueltos y protegidos con esquinas de acero y equipo electrónico tal como amplificadores de potencia o efectos montados dentro de estuches protectores para traslado. De la misma manera, estas compañías tienden a seleccionar los accesorios que tienen características de protección electrónica, tales como circuitos de protección de altavoces y limitadores de amplificador.
De manera similar, los sistemas para alquiler para no profesionales necesitan ser fáciles de usar y de instalar y a su vez deben de ser fáciles de reparar y de dar mantenimiento por la compañía. Desde esta perspectiva, los altavoces requieren tener bocinas, parlantes y circuitos de cruce de fácil acceso, con el fin de que las reparaciones o reemplazos puedan ser hechos. Algunas compañías de alquiler a menudo rentan consolas-amplificadores con sistema propio de alimentación, mesas de mezcla con efectos a bordo y subwoofers alimentados para uso de no profesionales, los cuales son más fáciles de colocar y usar.
Muchos conciertos de giras y eventos corporativos en grandes recintos alquilan grandes sistemas de refuerzo de sonido que típicamente incluyen uno más ingenieros de audio de staff de la compañía que renta. En el caso de los sistemas de alquiler para giras, normalmente hay varios ingenieros y técnicos pertenecientes a la empresa de alquiler que viajan junto con el show para instalar y calibrar el equipo para su uso por parte del personal de producción de la banda. El sujeto que llevará a cabo la mezcla es comúnmente seleccionado y provisto por la banda, dado que este es una persona que se ha familiarizado con los aspectos del show y ha trabajado en el acto para establecer una idea general de como quieren que suene el mismo. El ingeniero de mezcla del programa a veces también coincide en ser parte del personal de la compañía de alquiler seleccionada para proveer el equipo para la gira.

### Clubes de música en vivo

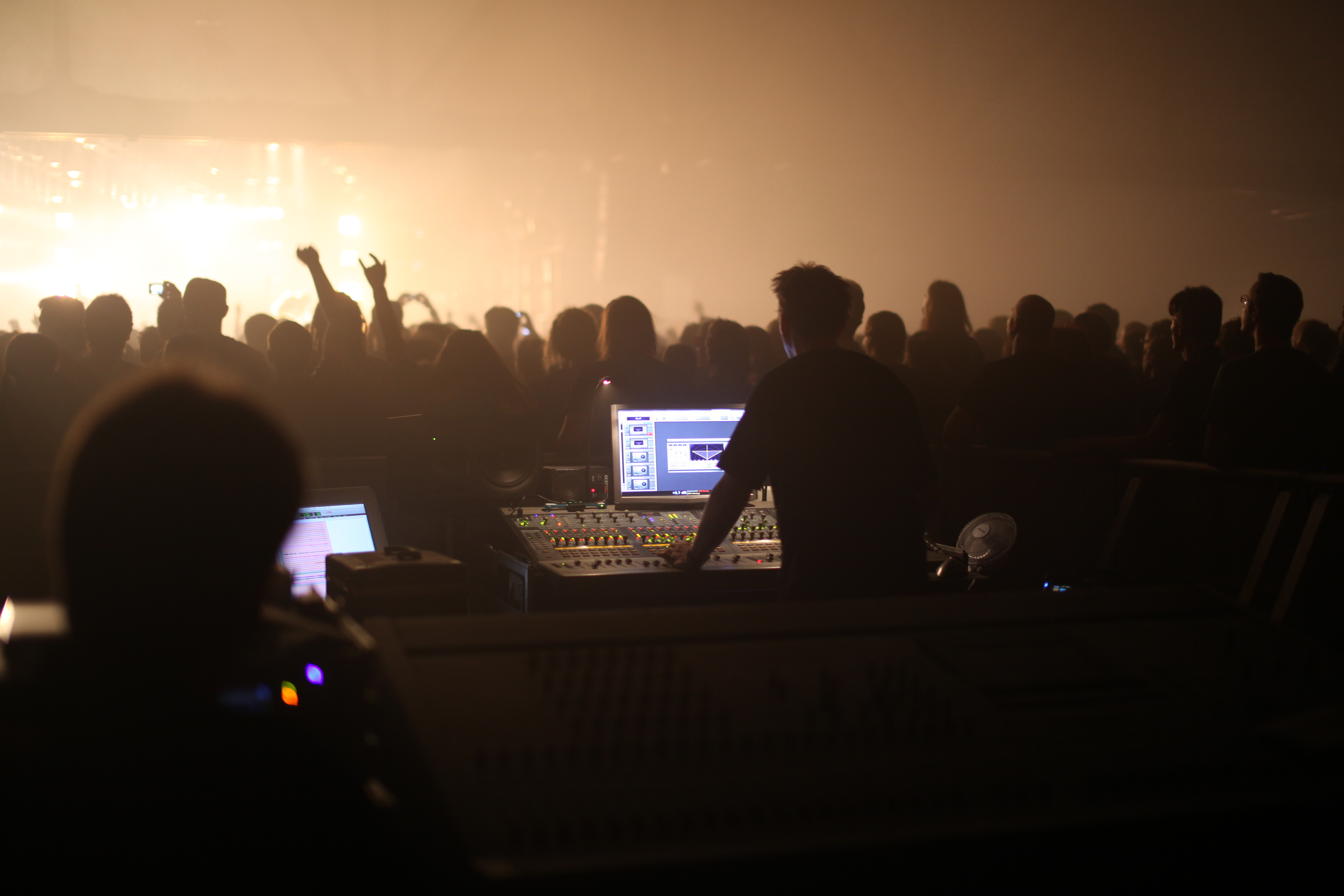
Un ingeniero de sala con una mesa de mezcla digital para audio en vivo Digidesign D-show y un monitor de computadora.

Instalar refuerzo de sonido para clubes de música en vivo a menudo implica retos únicos, ya que existe una amplia variedad de recintos que son usados como clubs, que van desde antiguos almacenes o teatros musicales hasta restaurantes pequeños o tabernas de sótano con muros de concreto. En algunos casos, los clubes se encuentran alojados en sitios con varios pisos, con balcones o en cuartos en forma de "L", lo cual vuelve difícil obtener un sonido consistente para todos los miembros de la audiencia. La solución es usar altavoces de relleno para obtener una buena cobertura, usando un delay (efecto) para asegurarse de que la audiencia no escuche el mismo sonido en distintos momentos.
Otro problema con el diseño de los sistemas de sonido para los clubes de música en vivo es que el sistema de sonido podría necesitar ser usado tanto para música previamente grabada que es reproducida por DJs como para interpretaciones en vivo. SI el sistema de sonido está optimizado para música de DJ previamente grabada, entonces este no proveerá las cualidades sonoras apropiadas (o el equipo de monitoreo y mezcla) necesario para música en vivo y viceversa. Por último, los clubes de música en vivo pueden ser un ambiente hostil para el equipo de sonido, siendo que el aire puede estar caliente, húmedo y humeante; en algunos clubes, mantener racks de amplificadores de potencia frescos puede ser un reto. Por lo general, un cuarto con aire acondicionado solo para los amplificadores es utilizado.

### Sonido para iglesia.
Diseñar sistemas para iglesias e instalaciones religiosas similares también representa un reto, ya que los altavoces podrían tener que ser discretos al combinarse con trabajos de madera y de piedra antiguos. En algunos casos, los diseñadores de audio han llegado crear altavoces pintados al gusto del cliente, con el fin de que los altavoces se incorporen adecuadamente conforme a la arquitectura de la iglesia. Algunos sitios religiosos, tales como santuarios o capillas, son cuartos largos con techo bajo, lo cual significa que los altavoces adicionales de refuerzo se necesitan a través de todo el lugar para proporcionar una buena cobertura. Un reto adicional de los sistemas de refuerzo de sonido para iglesia es que, una vez instalados, casi siempre son operados por voluntarios no profesionales de la congregación, lo cual significa que estos deben ser fáciles de operar y los problemas técnicos relacionados también deben ser fácilmente resueltos.
Algunas mesas de mezcla diseñadas para templos contienen consolas automáticas, las cuales apagan los canales no usados para reducir el ruido, y circuitos de eliminación que detectan y eliminan frecuencias que están produciendo retroalimentación. Estas características pueden estar disponibles también consolas de multifunción usadas en instalaciones para convenciones y otros recintos de propósito múltiple.

### Sistemas para giras
Los sistemas de sonido para giras tienen que ser suficientemente poderosos y versátiles para cubrir muchos tipos de salas, siendo a menudo de diferentes tamaños y formas. Estos también necesitan usar componentes "reemplazables en campo" tales como altavoces, bocinas y fusibles, los cuales son de fácil acceso para su reparación durante un programa de conciertos. Los sistemas de sonido para giras son comúnmente diseñados con características de redundancia, para que en caso de fallo de equipo o sobrecalentamiento de amplificadores el sistema continúe funcionando. Los sistemas de gira para shows interpretados para multitudes de unas cuantas miles de personas y más son normalmente instalados y operados por un equipo de técnicos e ingenieros que viajan con el talento a cada evento.
No es raro para conciertos populares que van a ser interpretados en sitios que van desde tamaño mediano hasta grande durante el tour programar de una a dos semanas de ensayo técnico con el sistema completo para el concierto y el personal de producción presente. Esto le permite a los ingenieros de audio e iluminación familiarizarse con el show y establecer configuraciones previas en el equipo digital para cada parte del evento, en caso necesario. Muchos grupos musicales modernos trabajan con los ingenieros de sala (FOH) y de monitores durante este tiempo para establecer su idea general de como debe de sonar el show, tanto para ellos mismos como para la audiencia. Esto frecuentemente involucra la programación de diferentes efectos y procesamiento digital para su uso en canciones específicas, en un intento por hacer que estas suenen algo similares a las versiones de estudio. Para manejar el show con muchos de estos tipos de cambio, los ingenieros de mezcla a menudo eligen usar una mesa de mezcla digital, a fin de que ellos puedan recordar estos ajustes entre cada canción. Los técnicos se mantienen ocupados durante el evento, asegurándose de que el sistema SR esté operando propiamente y que esté calibrado correctamente, ya que la respuesta acústica de un recinto responderá diferentemente a lo largo del día de acuerdo a la temperatura, humedad y número de personas en el cuarto.
Los sistemas PA para bandas de fin de semana son un nicho en el mercado para el equipo de refuerzo sonoro para giras. Estos grupos musicales necesitan sistemas que sean lo suficientemente pequeños para entra en una minivan o en la cajuela de un carro, y al mismo tiempo suficientemente poderosos para proporcionar dispersión uniforme y adecuada de sonido, junto con una inteligibilidad vocal aceptable para un club o bar ruidoso. De la misma manera, los sistemas necesitan ser fáciles y rápidos de colocar. Las compañías de refuerzo de sonido han respondido a esta demanda por medio de una oferta de equipo que cumple con roles múltiples, tales como mezcladoras alimentadas (a una mesa de mezcla con un amplificador de potencia y efectos integrados) y subwoofers alimentados (un subwoofer con un amplificador de potencia y filtro de cruce integrado). Estos productos minimizan la cantidad de conexiones que las bandas tienen que llevar a cabo para instalar el sistema. Algunos subwoofers contienen soportes en la parte superior, de modo que estos pueden cumplir con la función doble al servir también como una base para los altavoces PA de rango completo montados en este soporte.

### Teatro en vivo
El sonido para teatro en vivo, teatro de ópera y otras aplicaciones dramáticas puede representar problemas similares a aquellos en iglesias, en casos donde el teatro es parte de un edificio patrimonial/histórico donde los altavoces y el cableado podrían tener que mezclarse con trabajos de madeara. La necesidad de líneas claras de visión en algunos teatros puede hacer el uso de altavoces regulares inaceptable; en vez de ello, altavoces compactos de perfil bajo son frecuentemente usados.
En el teatro en vivo y cualquier drama, los intérpretes se mueven alrededor del escenario, lo cual significa que micrófonos inalámbricos deben ser usados. Estos necesitan ser instalados y cuidados propiamente, para evitar la interferencia y problemas de recepción.
Algunos shows de teatro y musicales de alto presupuesto son mezclados en sonido envolvente en vivo, en los cuales el operador del sonido en la obra a menudo "dispara" efectos de sonido que son mezclados con música y diálogos por el ingeniero de mezcla del show. Los diseños en estos sistemas son usualmente más extensos, frecuentemente involucrando un conjunto separado de altavoces para diferentes zonas en el teatro.

### Música clásica y ópera
Un tipo delicado de refuerzo sonoro llamado realce acústico es usado en algunas salas de concierto donde obras de música clásica, tales como sinfonías y óperas, son ejecutadas. Los sistemas de realce acústico ayudan a proporcionar un sonido más uniforme en la sala y a prevenir "puntos muertos" en el área de asientos al "aumentar las características acústicas intrínsecas de la sala." Los sistemas usan "...un arreglo de micrófonos conectados a una computadora [los cuales son] conectados a un arreglo de altavoces". Sin embargo, dado que los asistentes se han dado cuenta del uso de estos sistemas, han surgido debates, ya que "... los puristas insisten en que el sonido acústico natural de las voces [clásicas] [o] instrumentos en una sala dada no debe ser alterado".
El artículo de Kai Harada Opera's Dirty Little Secret establece que los teatros de ópera han comenzado a utilizar sistemas electrónicos de realce acústico "... para compensar por las fallas en la arquitectura acústica de un recinto". A pesar del clamor que ha surgido entre los amantes de la ópera, Harada señala que ninguno de los teatros de ópera que usa sistemas de realce acústico "... usa refuerzo sonoro tradicional al estilo Broadway, en el cual la mayoría, si no es que todos los cantantes, se encuentran equipados con micrófonos de radio mezclados en una serie de altavoces nada atractivos dispersos por todo el teatro". En vez de ello, la mayoría de los teatros de ópera usan el sistema de refuerzo de sonido para realzar la acústica del lugar y para un fino aumento de las voces fuera del escenario, diálogos principales y efectos de sonido (por ejemplo, campanas de iglesia en la ópera Tosca o algunos truenos en óperas de Wagner).
Los sistemas de realce acústico incluyen al LARES (Sistema de Refuerzo y Realce Acústico Léxico) y al SIAP (Sistema para Interpretación Acústica Mejorada). Estos sistemas usan micrófonos, procesamiento por computadora "con delay, fase y cambios en la respuesta de frecuencia" y después envían la señal "... a un largo número de altavoces colocados en las extremidades del recinto para la interpretación." Otro sistema de realce acústico denominado VRAS (Sistema de Acústica de Sala variable) usa "... diferentes algoritmos basados en micrófonos colocados alrededor del cuarto." El "Deutsche Staatsoper" en Berlín y el Centro Hummingbird en Toronto usan el sistema LARES. El Teatro Ahmanson en Los Ángeles, el Teatro Nacional Real en Londres y el Teatro Vivian Beaumont en la ciudad de Nueva York usan el sistema SIAP.

### Salas de lectura y cuartos de conferencia
Las salas de lectura y los cuartos de conferencia plantean el reto de reproducir discursos claramente a una audiencia larga, los cual pueden tener superficies reflectantes productoras de eco. En algunas conferencias, los ingenieros de sonido tienen que proveer micrófonos para un largo número de personas, en el caso de una conferencia de panel o debate. En algunos casos, mezcladoras automáticas son usadas para controlar los niveles de los micrófonos.

### Sistemas de sonido para deportes
Los sistemas para instalaciones al aire libre donde se llevan a cabo deportes y pistas de hielo frecuentemente tienen que lidiar con una cantidad substancial de eco, el cual puede hacer que el habla sea ininteligible. Los deportes y sistemas de sonido recreativo a menudo enfrentan retos ambientales de la misma forma, tales como la necesidad de altavoces al aire libre a prueba de la intemperie en estadios, así como altavoces resistentes a salpicaduras y humedad en piscinas.

## Instalación y prueba
Los sistemas de refuerzo de sonido a gran escala están diseñados, instalados y operados por ingenieros de audio y técnicos de audio. Durante la fase de diseño de un recinto nuevo, los ingenieros de audio trabajan con los arquitectos y empresarios, para asegurar que el diseño propuesto se acomode a los altavoces y provea un espacio apropiado para los técnicos de sonido y los racks del equipo de audio. Los ingenieros de sonido también dan consejos sobre que componentes de audio se adaptan mejor al espacio y a su uso intencionado, así como la correcta colocación e instalación de estos componentes. Durante la fase de instalación, los ingenieros de sonido se aseguran de que los componentes eléctricos de alta potencia sean instalados y conectados de manera segura y que los altavoces montados en paredes o en el techo sean propiamente colocados (o "volados") sobre el aparejo. Cuando los componentes del refuerzo de sonido son instalados, los ingenieros de sonido prueban y calibran el sistema, de modo que su producción de sonido sea uniforme a través del espectro de frecuencia.

### Prueba del sistema
Un sistema de refuerzo de sonido debe ser capaz de reproducir una señal desde su entrada, pasando por cualquier procesamiento, hasta su salida sin ninguna coloración o distorsión, todo de manera precisa. Sin embargo, debido a las inconsistencias en el tamaño, forma, materiales de construcción e incluso en la densidad del público, esto no siempre es posible sin calibración previa del sistema. Esto puede hacerse de muchas maneras. El método más antiguo de calibración del sistema involucra un conjunto de oídos sanos, material del programa de prueba (música o habla), un ecualizador gráfico y, por último pero no por ello menos importante, familiaridad con la respuesta de frecuencia adecuada (o deseada). Se debe de escuchar el material del programa a través del sistema, tomar nota de cualquier cambio en la frecuencia o en la resonancia, y corregirlo sutilmente por medio del uso de un ecualizador. Los ingenieros expertos en esto normalmente usan una lista de reproducción específica de música cada vez que calibran un sistema con el cual deben familiarizarse. Este proceso aún es usado por muchos ingenieros, incluso cuando un equipo de análisis es usado, como una revisión de como suena el sistema con música o con el habla.
Otro método de calibración manual requiere un par de auriculares de alta calidad parchados a la señal de entrada antes de cualquier procesamiento (tal como la oída antes de la intervención de un fader del canal de entrada con el programa de prueba en la mesa de mezcla, o con la salida de auriculares del reproductor de CD o en el reproductor de casetes).Se puede usar entonces esta señal directa como parte de una referencia casi perfecta con la cual encontrar cualquier diferencia en la respuesta de frecuencia. Este método puede no ser perfecto, pero puede ser de mucha utilidad cuando hay recursos o tiempo limitados, tal como el uso de música antes del show para corregir los cambios en la respuesta causados por la llegada de la audiencia. Debido a que este es un método aún muy subjetivo de calibración, y a que el oído humano es muy dinámico en su propia respuesta, el material del programa usado para pruebas debe ser tan similar como sea posible a aquel que el sistema usará en el evento.
Desde el desarrollo del procesamiento digital de señales (DSP), ha habido muchas piezas de equipo y software de computadora diseñados para cambiar el volumen del trabajo del sistema de calibración, de una interpretación auditoría humana a algoritmos computacionales que corren en microprocesadores. Una herramienta para calibrar un sistema de sonido usando DSP o procesamiento analógico de señales es un Analizador en Tiempo Real (RTA). Esta herramienta es comúnmente usada al enviar ruido rosa al sistema y medir el resultado con un micrófono calibrado especialmente conectado al RTA. Al hacer uso de esta información, el sistema puede ser ajustado para cumplir con la respuesta deseada. La respuesta mostrada por el micrófono RTA no puede ser tomada como una representación real del cuarto, dado que el análisis será diferente, algunas veces de manera drástica, cuando el micrófono es colocado en una posición diferente frente al sistema.
Recientemente, los ingenieros de sonido han presenciado la introducción del software dual de análisis de audio basado en la FFT (transformada rápida de Fourier), el cual le permite al ingeniero observar no solo la información de la frecuencia contra la amplitud (tono contra volumen) que provee un RTA, sino también ver las mismas señales (sonidos) en el dominio del tiempo. Esto proporciona al ingeniero muchos más datos significativos que un RTA por sí solo. Además, el análisis FFT dual permite comparar la señal de la fuente con la señal de salida y observar la diferencia. Esta es una forma muy rápida de calibrar un sistema para que suene lo más cercano posible al material original de la fuente. Como con cualquier herramienta de medición, esta debe de ser verificada siempre por medio de oídos humanos reales. Algunos dispositivos de procesamiento de sistemas por DSP han sido diseñados para su uso por no profesionales, por lo cual estos automáticamente llevan a cabo ajustes en el ecualizador del sistema basándose en la lectura del micrófono RTA. Estos no son usados prácticamente nunca por profesionales, dado que casi nunca calibran el sistema de manera óptima como lo hacen manualmente los ingenieros de audio profesionales.

## Otras lecturas

### Libros
- AES Sound Reinforcement Anthology, 1 and 2, New York: Audio Engineering Society, 1996 [1978].
- Ahnert, W.; Steffer, F. (2000), Sound Reinforcement Engineering, London: SPON Press, ISBN 0-419-21810-6.
- Alten, Stanley R. (1999), Audio in Media (5ª edición), Belmont, CA: Wadsworth, ISBN 0-534-54801-6.
- Ballou, Glen (2005), Handbook for Sound Engineers (3ª edición), Oxford: Focal Press, ISBN 0-240-80758-8.
- Benson, K. (1988), Audio Engineering Handbook, New York: McGraw-Hill, ISBN 0-07-004777-4.
- Borwick Borwick, J. J., ed. (2001), Loudspeaker and Headphone Handbook (3ª edición), Boston: Focal Press, ISBN 0-240-51578-1.
- Brawley, J. (ed.), Audio systems Technology #2 - Handbook for Installers and Engineers, Cedar Rapids, IA: National Systems Contractors Association (NSCA), ISBN 0-7906-1163-5.
- Buick, Peter (1996), Live Sound: PA for Performing Musicians, Kent, UK: PC Publishing, ISBN 1-870775-44-9.
- Colloms, Martin (2005), High Performance Loudspeakers, Chichester: John Wiley & Sons, ISBN 0-470-09430-3.
- Davis, D.; Davis, C. (1997), Sound System Engineering (2ª edición), Boston: Focal Press, ISBN 0-240-80305-1.
- Dickason, V. (1995), The Loudspeaker Cookbook (5ª edición), Peterborough, NH: Audio Amateur Press, ISBN 0-9624191-7-6.
- Eargle, J. (1994), Electroacoustical Reference Data, Boston: Kluwer Academic Publishers, ISBN 0-442-01397-3.
- Eargle, J. (1997), Loudspeaker Handbook, Boston: Kluwer Academic Publishers, ISBN 1-4020-7584-7.
- Eargle, J. (2001), The Microphone Book, Boston: Focal Press, ISBN 0-240-51961-2.
- Eiche, Jon F. (1990), The Yamaha Guide to Sound Systems for Worship, Milwaukee, WI: Hal Leonard Corp., ISBN 0-7935-0029-X.
- Fry, Duncan (1996), Live Sound Mixing (3ª edición), Victoria Australia: Roztralia Productions, ISBN 9996352706.
- Giddings, Philip (1998), Audio Systems Design and Installation (2ª edición), Carmel, Indiana: Sams, ISBN 0-672-22672-3.
- JBL Professional, Sound System Design Reference Manual (ebook edición), Northridge, CA, 1999, archivado desde el original el 29 de mayo de 2015, consultado el 18 de junio de 2015.
- Moscal, Tony (1994), Sound Check: The Basic of Sound and Sound Systems, Milwaukee, WI: Hal Leonard Corp., ISBN 0-7935-3559-X.
- Oson, H.F. (1967), Music, Physics and Engineering, New York: Dover, ISBN 0-486-21769-8.
- Pohlmann, Ken (2005), Principles of Digital Audio (5ª edición), New York: McGraw-Hill, ISBN 0-07-144156-5.
- Stark, Scott H (2004), Live Sound Reinforcement (Bestseller edición), Auburn Hills, MI: Mix Books, ISBN 1-59200-691-4.
- Streicher, Ron; Everest, F. Alton (1998), The New Stereo Soundbook (2ª edición), Pasadena, CA: Audio Engineering Associates, ISBN 0-9665162-0-6.
- Talbot-Smith, Michael, ed. (2001), Audio Engineer's Reference Book (2ª edición), Focal Press, Butterworth-Heinemann Ltd., ISBN 0-240-51685-0.
- Trubitt, David (1993), Concert Sound: Tours, Techniques & Technology, Emeryville, CA: Mix Books, ISBN 0-7935-2073-8.
- Trubitt, Rudy (1997), Live Sound for Musicians, Milwaukee, WI: Hal Leonard Corp., ISBN 0-7935-6852-8.
- Trynka, P., ed. (1996), Rock Hardware, Blafon/Outline Press, San Francisco: Miller Freeman Press, ISBN 0-87930-428-6.
- Urso, Mark T. PA Systems for Small Groups (DVD). ASIN B003H1AI74.
- Vasey, John (1999), Concert Sound and Lighting Systems (3ª edición), Boston: Focal Press, ISBN 0-240-80364-7.
- Wallace, Ric, ed. (2012), Live Sound basics: The fundamentals of Live Sound for Beginners (1ª edición), Athens, GA: Amazon, ISBN 978-1475080476.
- Whitaker, Jerry (2006), AC Power Systems Handbook (3ª edición), Boca Raton: CRC, ISBN 0-8493-4034-9.
- Whitaker, Jerry; Benson, K. (2002), Standard Handbook of Audio and Radio Engineering, New York: McGraw-Hill, ISBN 0-07-006717-1.
- White, Glenn; Louie, Gary J. (2005), The Audio Dictionary, Seattle: University of Washington Press, ISBN 0-295-98498-8.
- White, Paul (2005), The Sound On Sound book of Live Sound for the Performing Musician, London: Sanctuary Publishing Ltd, ISBN 1-86074-210-6.
- Yakabuski, Jim (2001), Professional Sound Reinforcement Techniques: Tips and Tricks of a Concert Sound Engineer, Vallejo, CA: Mix Books, ISBN 0-87288-759-6.

### Artículos
- Benson, J.E. "Theory and Design of Loudspeaker Enclosures", Amalgamated Wireless Australia Technical Review, (1968, 1971, 1972).
- Beranek, L., "Loudspeakers and Microphones", J. Acoustical Society of America, volume 26, number 5 (1954).
- Damaske, P., "Subjective Investigation of Sound Fields", Acustica, Vol. 19, pp. 198–213 (1967–1968).
- Davis, D & Wickersham, R., "Experiments in the Enhancement of the Artist's Ability to Control His Interface with the Acoustic Environment in Large Halls", presented at the 51st AES Convention, 13–16 May 1975; preprint number 1033.
- Eargle J. & Gelow, W., "Performance of Horn Systems: Low-Frequency Cut-off, Pattern Control, and Distortion Trade-offs", presented at the 101st Audio Engineering Society Convention, Los Angeles, 8–11 November 1996. Preprint number 4330.
- Engebretson, M., "Low Frequency Sound Reproduction", J. Audio Engineering Society, volume 32, number 5, pp. 340–352 (May 1984)
- French, N. & Steinberg, J., "Factors Governing the Intelligibility of Speech Sounds", J. Acoustical Society of America, volume 19 (1947).
- Gander, M. & Eargle, J., "Measurement and Estimation of Large Loudspeaker Array Performance", J. Audio Engineering Society, volume 38, number 4 (1990).
- Henricksen, C. & Ureda, M., "The Manta-Ray Horns", J. Audio Engineering Society, volume 26, number, pp. 629–634 (September 1978).
- Hilliard, J., "Historical Review of Horns Used for Audience-Type Sound Reproduction", J. Acoustical Society of America, volume 59, number 1, pp. 1 – 8, (January 1976)
- Houtgast, T. and Steeneken, H., "Envelope Spectrum Intelligibility of Speech in Enclosures", presented at IEEAFCRL Speech Conference, 1972.
- Klipsch, P. "Modulation Distortion in Loudspeakers: Parts 1, 2, and 3" J. Audio Engineering Society, volume 17, number 2 (April 1969), volume 18, number 1 (February 1970), and volume 20, number 10 (December 1972).
- Lochner, P. & Burger, J., "The Influence of Reflections on Auditorium Acoustics", Sound and Vibration, volume 4, pp. 426–54 (196).
- Meyer, D., "Digital Control of Loudspeaker Array Directivity", J. Audio Engineering Society, volume 32, number 10 (1984).
- Peutz, V., "Articulation Loss of Consonants as a Criterion for Speech Transmission in a Room", J. Audio Engineering Society, volume 19, number 11 (1971).
- Rathe, E., "Note on Two Common Problems of Sound Reproduction", J. Sound and Vibration, volume 10, pp. 472–479 (1969).
- Schroeder, M., "Progress in Architectural Acoustics and Artificial Reverberation", J. Audio Engineering Society, volume 32, number 4, p. 194 (1984)
- Smith, D., Keele, D., and Eargle, J., "Improvements in Monitor Loudspeaker Design", J. Audio Engineering Society, volume 31, number 6, pp. 408–422 (June 1983).
- Toole, F., "Loudspeaker Measurements and Their Relationship to Listener Preferences, Parts 1 and 2", J. Audio Engineering Society, volume 34, numbers 4 & 5 (1986).
- Veneklasen, P., "Design Considerations from the Viewpoint of the Consultant", Auditorium Acoustics, pp. 21–24, Applied Science Publishers, London (1975).
- Wente, E. & Thuras, A., "Auditory Perspective — Loudspeakers and Microphones", Electrical Engineering, volume 53, pp. 17–24 (January 1934). Also, BSTJ, volume XIII, number 2, p. 259 (April 1934) and Journal AES, volume 26, number 3 (March 1978).

- Datos: Q829504
- Multimedia: Sound reinforcement / Q829504